# Обработка фотоматериалов
Обработка фотоматериалов — совокупность химических процессов, преобразующих полученное в светочувствительном слое фотоматериала скрытое изображение в устойчивое видимое, а также его сушка и окончательная отделка. В зависимости от типа фотоматериала, обработка может состоять из двух основных операций, или насчитывать до десяти и более стадий. Простейшая обработка чёрно-белых фотоплёнок и фотобумаг состоит из проявления, ополаскивания, фиксирования, окончательной промывки и сушки. При обработке цветных обращаемых фотоматериалов насчитывается 8—10 стадий. Обработка фотоплёнки Kodachrome без окончательной сушки насчитывает 18 операций. Современные цветные фотоматериалы обрабатываются по патентованным процессам, общепринятым во всём мире, таким как C-41, E-6, K-14, ECN-2, ECP-2 и другие. Большинство из них разработаны с расчётом на максимальное сокращение времени обработки за счёт высоких температур обрабатывающих растворов и полного или частичного исключения промежуточных и даже конечных промывок.

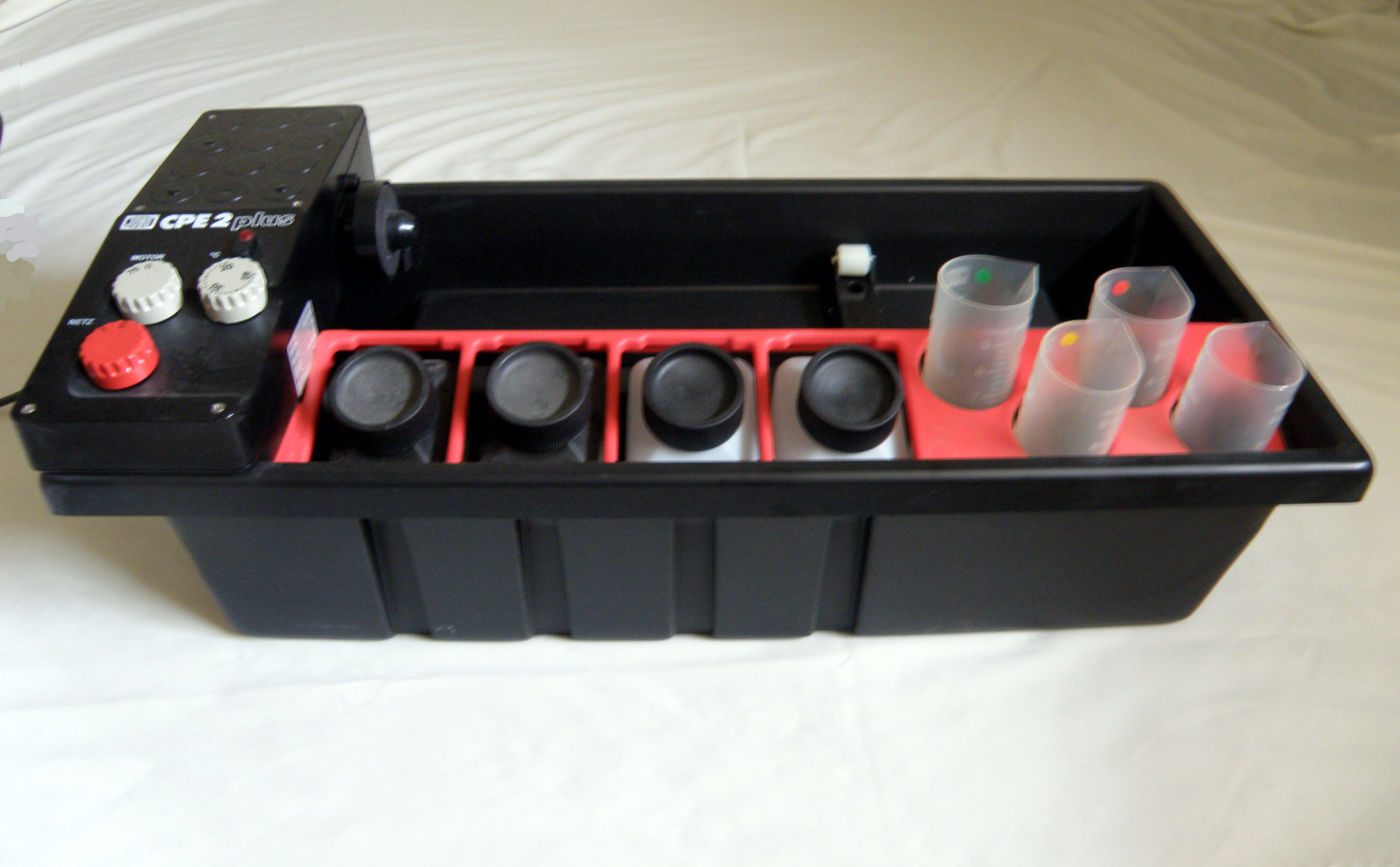
Компактная установка «JOBO» для лабораторной обработки фотоматериалов

## Распространённые лабораторные процессы
В аналоговой фотографии и плёночном кинематографе от качества лабораторной обработки так же, как и от точности экспонирования, зависит конечный результат съёмки. Любая технология обработки современных желатиносеребряных фотоэмульсий состоит из последовательного переноса фотоматериала из одного обрабатывающего раствора в другой, а также из операции промежуточных и конечной промывок в проточной воде.

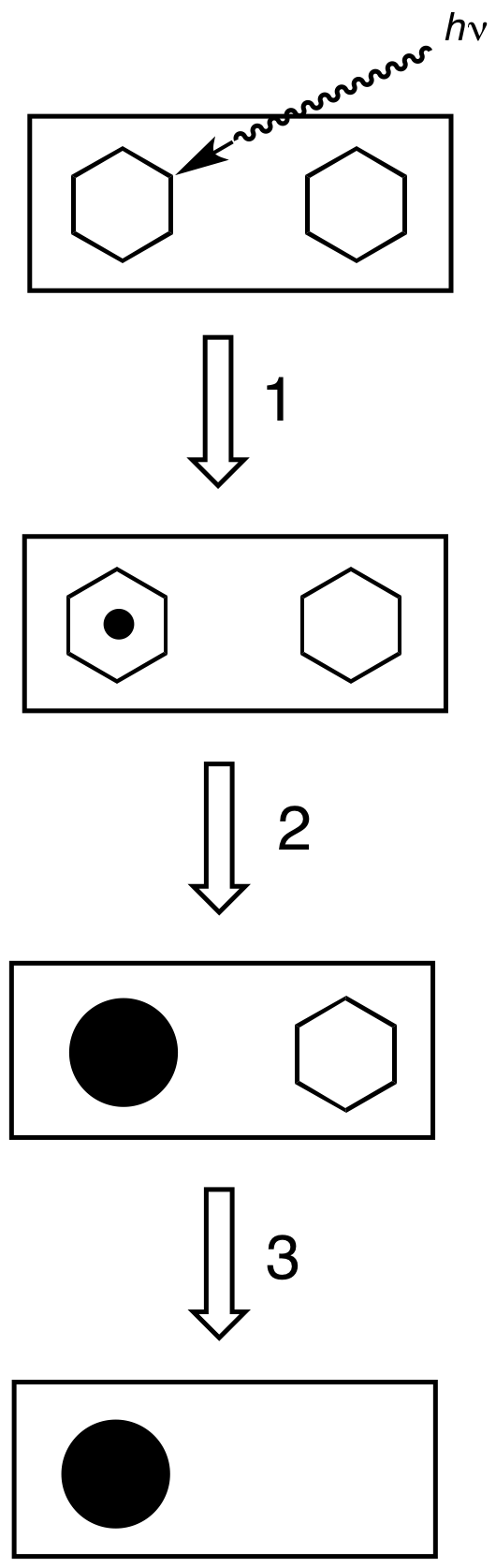
Стадии получения чёрно-белого изображения. 1. После экспонирования микрокристалла галогенида фотоном hv, в нём образуется скрытое изображение; 2. Микрокристалл галогенида восстанавливается проявителем; 3. Неэкспонированный галогенид удаляется в результате фиксирования и промывки

Необходимость обработки фотоматериала для получения изображения является одним из главных недостатков всей аналоговой фотографии, за исключением одноступенного фотопроцесса. Большинство фотографических процессов требуют оборудованной фотолаборатории, оснащённой водопроводом и канализацией, а иногда и приточно-вытяжной вентиляцией для работы с вредными для здоровья фотореактивами. Кроме того, необходима полная изоляция от дневного света и неактиничное освещение.

### Чёрно-белый процесс
Наиболее распространённым является простейший процесс обработки чёрно-белых фотоматериалов: негативных и позитивных. Обработка начинается с химического проявления в растворе проявителя. Соблюдение его температуры, времени проявления и режима перемешивания особенно сильно влияют на фотографические свойства конечного изображения, поэтому эта операция считается важнейшей. Проявление прерывается стоп-ванной, состоящей из слабого раствора кислоты, быстро прекращающей процесс за счёт резкого снижения pH. Однако, прерывание может производиться ополаскиванием в холодной воде, смывающей проявитель с эмульсии и уменьшающей интенсивность процесса снижением температуры.
После промежуточной промывки или стоп-ванны фотоматериал переносится в раствор фиксажа, где происходит фиксирование. Последнее заключается в переводе неэкспонированных нерастворимых солей серебра в растворимые, которые могут быть удалены промывкой. Иногда фиксаж с кислыми добавками совмещает также функцию стоп-ванны. От качества фиксирования зависит сохранность изображения, поскольку оставшиеся в фотоэмульсии прозрачные соли серебра с течением времени окисляются, приводя к деградации снимка. Второй стадией фиксирования, также влияющей на долговечность, является окончательная промывка, в процессе которой растворимые соли вымываются из желатины. Промывка может быть ускорена использованием сульфита натрия. Процесс завершается сушкой, от интенсивности которой частично зависят свойства изображения: оптическая плотность и контраст. Кроме того, слишком интенсивная сушка может разрушить желатиновый слой, повредив изображение. Ещё одним важным фактором считается отсутствие запыления воздуха, влияющего на чистоту слоя.
По такой технологии обрабатываются все чёрно-белые фотоматериалы, за исключением обращаемых и монохромных. Это касается негативных, позитивных, репродукционных и фототехнических плёнок, киноплёнок и фотобумаг. Разница может заключаться в процессе контроля проявления, которое у негативных плёнок и фотопластинок происходит в полной темноте, а у большинства позитивных материалов — при неактиничном красном или жёлто-зелёном освещении. В последнем случае, характерном для фотобумаг, проявление может контролироваться визуально.

### Чёрно-белый обращаемый процесс
При обработке обращаемых фотоматериалов к процедурам, характерным для обычных эмульсий, добавляются ещё три. После стоп-ванны проявленное серебро отбеливается, удаляя готовое негативное изображение. В результате в обработанном слое остаётся скрытое позитивное изображение, состоящее из неэкспонированного и непроявленного галогенида серебра. После отбеливания, осветления (удаления следов отбеливания) и промывания, оставшийся галогенид засвечивается и проявляется во время второго проявления. Конечные операции ничем не отличаются от предыдущего процесса: фотоматериал фиксируется, промывается и сушится.

### Цветные процессы
Современные цветные многослойные хромогенные фотоматериалы традиционного типа, то есть с синтезом красителей во время проявления, обрабатываются по сходной технологии, практически не отличающейся для негативных и позитивных эмульсий. Она состоит из четырёх стадий, первой из которых является цветное проявление. При этом, как и в чёрно-белых материалах, в цветных экспонированный галогенид серебра восстанавливается до металлической формы. Отличие заключается в дополнительной реакции, происходящей в результате окисления проявляющих веществ. Продукты окисления, образующиеся вокруг проявленных кристаллов, взаимодействует со специальными цветообразующими компонентами, находящимися в каждом из зональных светочувствительных слоёв. В слоях находятся разные компоненты, которые синтезируют жёлтый, пурпурный или голубой красители, дополнительные к проэкспонировавшему конкретную эмульсию цвету. К концу цветного проявления скрытое изображение преобразуется в видимое, состоящее из восстановленного серебра и красителей.
После стоп-ванны, прекращающей проявление, следует отбеливание, трансформирующее проявленное серебро обратно в галогенид, который преобразуется в растворимые в воде соли в процессе фиксирования. Процесс завершается промывкой, стабилизацией и сушкой. С небольшими отличиями эта технология применяется для негативных фото- и киноплёнок, цветных фотобумаг и позитивных киноплёнок. Для обработки негативных фотоплёнок общепринят процесс C-41, а для современных киноплёнок ECN-2 (англ. Eastman Color Negative), отличающийся дополнительной стадией размачивания перед проявлением. При этом удаляется противоореольный сажевый слой с обратной стороны подложки. Для цветных фотобумаг наиболее распространён процесс RA-4 с совмещённой отбеливающе-фиксирующей ванной. В позитивных цветных проявителях используется более активное проявляющее вещество, обеспечивающее высокий контраст изображения. Например, в процессе ECP-2 (англ. Eastman Color Positive) для позитивных киноплёнок вместо вещества CD-3 используется компонент CD-2.
Обращаемые цветные фотоматериалы, за исключением Kodachrome, обрабатываются по более сложной технологии под названием «Kodak E-6». Первое проявление при этом — чёрно-белое, когда во всех зонально-чувствительных слоях восстанавливается металлическое серебро без образования красителя. После стоп-ванны оставшийся неэкспонированный галогенид серебра засвечивается, а затем фотоматериал подвергается цветному проявлению, при котором восстанавливается оставшееся серебро, а красители образуются только на участках, не затронутых первым чёрно-белым проявлением. По окончании процесса следует стадия кондиционирования в специальном растворе, а затем всё проявленное металлическое серебро отбеливается и фиксируется, вымываясь из эмульсии. В результате в фотоматериале образуется позитивное цветное изображение, распределение полутонов и цвета которого соответствуют объекту съёмки. Большинство современных высокотемпературных процессов обработки цветных фотоматериалов разработаны с таким расчётом, чтобы исключить или свести к минимуму все виды промывок. Таким образом укорачивается время готовности изображения и на 97 % снижается сброс вредных химических отходов в канализацию. Эффект достигается использованием так называемых «суперстабилизаторов», заменяющих окончательную промывку.

## Оборудование для обработки

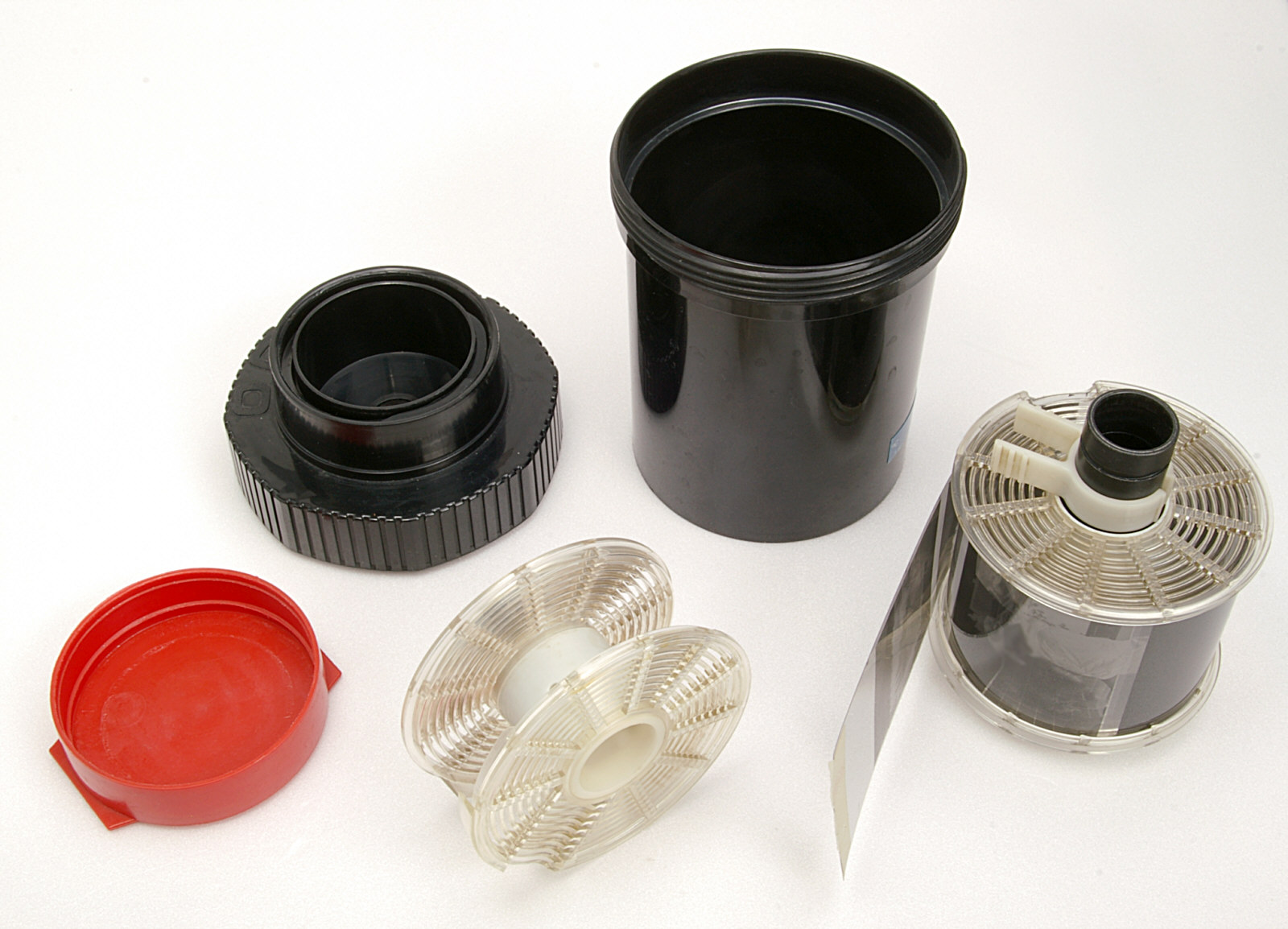
бачок системы «JOBO» в разобранном виде

Обработка небольшого количества фотоматериалов чаще всего производится вручную с использованием несложных приспособлений, таких как проявочные бачки и кюветы. Первые необходимы для обработки рулонных фотоматериалов и оснащаются спиралью, поддерживающей гарантированный зазор между витками, беспрепятственно пропускающий фотореактивы к эмульсии. В кюветах проявляется фотобумага и листовая фотоплёнка. Для проявки киноплёнки небольшой длины использовались специальные рамы, погружаемые в вертикальный бак.
Необходимость точного соблюдения температурного режима и перемешивания растворов в цветных процессах C-41 и E-6 требует частичной автоматизации, возможной в настольных барабанных системах, например Jobo или Kindermann. Такие устройства состоят из светонепроницаемых барабанов со спиралями, располагающихся горизонтально в специальном поддоне с электроподогревом. Лежащие барабаны могут свободно вращаться на опорных роликах при помощи электропривода, а температура растворов поддерживается автоматически. При этом, конструкция бачков допускает обработку как рулонных, так и листовых фотоматериалов, в том числе фотобумаг.
Однако, такие системы обладают невысокой производительностью, и при необходимости постоянной обработки больших объёмов фотоматериалов для этого используют автоматические проявочные машины. Их производительность может колебаться от 25—100 метров в час в компактных моделях для мелких фотолабораторий до 6000 погонных метров киноплёнки на кинокопировальных фабриках.